# Lunenburg (Nova Escòcia)
Lunenburg és un petit poble portuari del comtat de Lunenburg a la província de Nova Escòcia, Canadà, a 90 km de distància de Halifax, sobre la costa de l'oceà Atlàntic. L'any 2011 tenia 2.313 habitants, encara aquest nombre creix notablement durant el període estival a causa del gran reclam turístic que exerceix la ciutat. La ciutat antiga de Lunenburg està inscrita a la llista del Patrimoni de la Humanitat de la UNESCO des del 1995.